# Pseudomicrodon biluminiferus
Pseudomicrodon biluminiferus (лат.) — вид мух-журчалок рода Pseudomicrodon из подсемейства Microdontinae (Syrphidae). Неотропика. Мирмекофилы.

## Распространение
Неотропика.

## Описание
Мелкие осоподобные мухи, сходные своим желтовато-бурым цветом с осам, длина тела 7—9 мм. Голова широкая, немного шире груди. Усики относительно длинные. Лицо в профиль выпуклое, вертекс выпуклый и блестящий. Постпронотум с щетинками. Крыловая жилка R4+5 с аппендиксом достигающим сзади ячейку r4+5. Мирмекофилы, их личинки населяют муравейники, где питаются яйцами и личинками различных видов муравьёв. Таксон был впервые описан в 1944 году американским диптерологом Фрэнком Халлом (1901—1982).
Незрелые стадии развития живут в колониях муравьёв Crematogaster limata (Crematogaster, Myrmicinae), обнаруженных в розетках бромелиевых растений видов Aechmea lindenii (Poales: Bromeliaceae) и Aechmea nudicaulis. Личинки третьего возраста охотились на личинок муравьёв, что свидетельствует о паразитической природе P. biluminiferus. В этом и некоторых других аспектах естественная история мухи P. biluminiferus аналогична естественной истории видов голарктических микродонтин. Исключения включают: (i) признаки того, что имаго P. biluminiferus переживают зимние месяцы (в отличие от личинок 3-го возраста у голарктических видов) и (ii) связь P. biluminiferus с бромелиями.